# Dawid Adamowitsch Rigert
Dawid Adamowitsch Rigert (russisch Давид Адамович Ригерт; * 12. März 1947, Dorf Nagornoje, Oblast Koktschetaw, Kasachische SSR, Sowjetunion) ist ein ehemaliger sowjetischer Gewichtheber und derzeitiger russischer Nationaltrainer.

## Kurzbiografie
Rigert wurde als Sohn der Russlanddeutschen Adam Adamowitsch Rigert und Jelisaweta Rudolfowna Horn geboren. Sein Großvater Adam Rigert war Knecht am Gut des Zarenoffiziers Baron Rudolf Horn. Horns Tochter Lisbeth heiratete Adam Rigerts Sohn Adam.
Dawid Rigert wuchs mit fünf älteren und drei jüngeren Geschwister im Kuban-Gebiet auf. Als der Krieg mit dem Deutschen Reich ausbrach, wurde sein Vater mit anderen Russlanddeutschen zur Zwangsarbeit in das Uralgebiet gebracht. Seine Mutter wurde nach Nordkasachstan deportiert, wo zwei ihrer Kinder starben.
Nach dem Schulabschluss 1966 leistete Rigert bis 1968 seinen Militärdienst ab, anschließend arbeitete er als Bergmann. 1970 wurde er als Gewichtheber in die Nationalmannschaft der Sowjetunion aufgenommen, dort war er bis 1981. Nach seiner aktiven Laufbahn wurde er Trainer der Nationalmannschaft, seit 1995 arbeitet er in der Schule der Olympischen Reserve Taganrog. Seit 2003 ist er Haupttrainer der russischen Nationalmannschaft, seit 2004 Abgeordneter des Stadtrates Taganrog.

## Karriere
Während seines Militärdiensts kam Rigert mit dem Gewichtheben in Berührung und im Alter von 19 Jahren fing er an auf Wettkämpfen zu heben. Am 12. Oktober 1968 in Swerdlowsk (heute Jekaterinburg) erfüllte er die Leistungsnorm für den Meister des Sports der UdSSR. Kurz darauf wurde er in die Nationalmannschaft der Sowjetunion berufen.
Seine erste Weltmeisterschaft bestritt er 1970 in Columbus, wo er im Leichtschwergewicht bis 82,5 kg mit 482,5 kg im Dreikampf den dritten Platz belegte. Ein Jahr später wechselte Rigert ins Mittelschwergewicht bis 90 kg und erzielte mit 542,5 kg im Dreikampf den ersten Platz vor seinem Landsmann Wassili Kolotow.
1972 trat er als amtierender Europameister bei den Olympischen Spielen in München an. Er konnte im Drücken einen olympischen Rekord mit 187,5 kg aufstellen, scheiterte allerdings dreimal an seiner Einstiegslast im Reißen von 160 kg, obwohl er mit 167,5 kg zu dieser Zeit der Weltrekordhalter war.
1973, 1974 und 1975 gewann Rigert den Weltmeistertitel im Zweikampf, nachdem das Drücken nach 1972 abgeschafft wurde.
1976 bei den Olympischen Spielen in Montreal gewann Rigert olympisches Gold mit einer Zweikampflast von 382,5 kg, drei olympischen Rekorden, und einem Abstand von 20 kg auf den Zweitplatzierten.
1978 bis 1980 trat Rigert kurzzeitig im 1. Schwergewicht bis 100 kg an und belegte bei der WM 1978 mit 390 kg den ersten Platz. Sein geringeres Körpergewicht platzierte ihn vor Sergei Arakelow, der ebenfalls 390 kg hob, aber fast 5 kg schwerer war.
Bei seinen dritten Olympischen Spielen 1980 in Moskau wiederholte sich das Szenario von München. Rigert, der inzwischen wieder ins Mittelschwergewicht gewechselt hatte, konnte seine Anfangslast von 170 kg im Reißen nicht bewältigen und schied damit, genauso wie später Wassili Alexejew unplatziert aus.

## Statistik
Internationale Erfolge/Mehrkampf
(OS = Olympische Spiele, WM = Weltmeisterschaft, EM = Europameisterschaft, Ls = Leichtschwergewicht, Ms = Mittelschwergewicht, 1.S. = 1. Schwergewicht, Wettbewerbe bis 1972 im Dreikampf, bestehend aus Drücken, Reißen und Stoßen, ab 1973 im Zweikampf, bestehend aus Reißen und Stoßen)
- 1970, 2. Platz, Turnier in Saporischschja, Ms, mit 515 kg, hinter Alexander Kidjajew, Sowjetunion, 527,5 kg, und vor Choroschajew, 505 kg;
- 1970, 3. Platz, WM in Columbus/USA, Ls, mit 482,5 kg, hinter Gennadi Iwantschenko, Sowjetunion, 505 kg und Norbert Ozimek, Polen, 482,5 kg;
- 1971, 1. Platz, Großer Preis der UdSSR in Rostow, Ms, mit 542 kg, vor Kidjajew 507,5 kg, Nagy, Ungarn, 497,5 kg;
- 1971, 1. Platz, EM in Sofia, Ms, mit 537,5 kg, vor Bo Johansson, Schweden, 537,5 kg und Atanas Schopow, Bulgarien, 512,5 kg;
- 1971, 1. Platz, WM in Lima, Ms, mit 545 kg, vor Wassili Kolotow, Sowjetunion, 537,5 kg und Bo Johansson, 520 kg;
- 1972, 1. Platz, EM in Constanța, Ms, mit 557,5 kg, vor Atanas Schopow, 527,5 kg und Andon Nikolow, Bulgarien, 525 kg;
- 1972, unplatziert, OS + WM in München, Ms, nach 3 Fehlversuchen im Reißen;
- 1973, 1. Platz, Großer Preis der Sowjetunion in Taschkent, Ls, mit 377,5 kg, vor Kaarlo Kangasniemi, 347,5 kg,  und  Radtke, 340 kg;
- 1973, 1. Platz, EM in Madrid, Ms, mit 367,5 kg, vor Nikolow, 352,5 kg und Shopow, 350 kg;
- 1973, 1. Platz, WM in Havanna, Ms, mit 365 kg, vor Wassili Kolotow, 360 kg und Peter Petzold, DDR, 357,5 kg;
- 1974, 1. Platz, EM in Verona, Ms, mit 385 kg, vor Nikolow, 385 kg und Serhej Poltorazkyj, Sowjetunion, 362,5 kg;
- 1974, 1. Platz, WM in Manila, Ms, mit 387,5 kg, vor Poltorazki, 367,5 kg;
- 1975, 1. Platz, WM + EM in Moskau, Ms, mit 377,5 kg, vor Poltorazki, 372,5 kg und Petzold, 362,5 kg;
- 1976, 1. Platz, EM in Ost-Berlin, Ms, mit 397,5 kg, vor Adam Saidulajew, Sowjetunion, 360 kg und Petzold, 350 kg;
- 1976, Goldmedaille, OS + WM in Montreal, Ms, mit 382,5 kg, vor Lee James, USA, 362,5 kg und Shopow, 360 kg;
- 1978, 1. Platz, EM in Havířov, Ms, mit 397,5 kg, vor Rolf Milser, Deutschland, 375 kg und Nikolow, 352,5 kg;
- 1978, 1. Platz, WM in Gettysburg, 1.S., mit 390 kg, vor Arakelow, Sowjetunion, 390 kg und Funke, DDR, 367,5 kg;
- 1979, 1. Platz, EM in Verona, 1.S., mit 402,5 kg, vor Pawel Syrtschin, Sowjetunion, 392,5 kg und Asparuchow, Bulgarien, 375 kg;
- 1980, unplatziert, OS + WM in Moskau, nach 3 Fehlversuchen im Reißen.

UdSSR-Meisterschaften
- 1970, 2. Platz, Ls, mit 495 kg, hinter Gennadi Iwantschenko, 500 kg und vor Boris Selizki, 482,5 kg;
- 1971, 2. Platz, Ms, mit 535 kg, hinter Wassili Kolotow, 537,5 kg und vor Serhej Poltorazkyj, 520 kg;
- 1972, 1. Platz, Ms, mit 555 kg, vor Alexander Kidjajew, 537,5 kg und Stanislaw Terechow, 522,5 kg;
- 1973, 1. Platz, Ms, mit 375 kg, vor Kolotow, 365 kg und Poltorazki, 352,5 kg;
- 1975, 1. Platz, Ms, mit 382,5 kg, vor Poltorazki, 375 kg und Juri Beljajew, 365 kg;
- 1976, 1. Platz, Ms, mit 400 kg, vor Poltorazki, 392,5 kg und Adam Saidulajew, 380 kg;
- 1978, 1. Platz, Ms, mit 380 kg, vor Saidulajew, 380 kg und Poltorazki, 375 kg.

## Persönliche Bestleistungen
Rigert stellte während seiner Karriere 68 Weltrekorde auf und steht damit fast auf einer Stufe mit Wassili Alexejew, der 80 Weltrekorde aufstellte.
- Drücken: 198,0 kg in der Klasse bis 90 kg 1972 in Riga.
- Reißen: 185 kg in der Klasse bis 100 kg 1981 in Lwiw.
- Stoßen: 230,0 kg in der Klasse bis 100 kg 1980 in Moskau.
- Zweikampf: 407,5 kg in der Klasse bis 100 kg 1981 in Moskau.
- Dreikampf: 562,5 kg in der Klasse bis 90 kg 1971 in Riga.